# Razvrstitev oglišč
Razvrstitev oglišč je v geometriji množica točk, ki so opisane z relativnimi legami. Opisani so lahko z uporabo v politopih.
Razvrstitev oglišč v kvadratu pomeni štiri točke v ravnini, ki imajo enako razdaljo in kote od središčne točke. 
Dva politopa imata enako razvrstitev oglišč, če imata enak 0-skelet.  

## Razvrstitev oglišč
Isto množico oglišč se lahko poveže z robovi na različne načine. Zgled: petkotnik in pentagram imata enako razvrstitev oglišč, ampak v drugem liku je povezano vsako drugo oglišče.    
| petkotnik | pentagram |

Razvrstitev oglišč se pogosto opiše s politopom konveksne ogrinjače, ki jo vsebuje. Zgled: za pravilni pentagram se lahko reče, da ima pravilno pentagonalno razvrstitev oglišč. 
|  | ABCD je konkavni štirikotnik (zeleno). Njegova razvrstitev oglišč je množica {A, B, C, D}. Njegova konveksna ogrinjača je trikotnik ABC (modro). Razvrstitev oglišč konveksne ogrinjače je množica {A, B, C}, ki pa ni enaka kot ta od štirikotnika. V tem primeru konveksna ogrinjača ni primeren način za opis razvrstitve oglišč. |

| mrežne točke | trikotno tlakovanje | rombsko tlakovanje | Cik-cak rombsko tlakovanje | rombilsko tlakovanje |

## Razvrstitev robov
| ikozaeder (20 trikotnikov) | veliki dodekaeder (12 sekajočih se petkotnikov) |

## Razvrstitev stranskih ploskev
| imenitna zvezdna 120-celica (120 mali zvezdni dodekaeder) | velika zvezdna 120-celica (120 veliki zvezdni dodekaeder) |